# 秘魯石鴴
秘鲁石鸻（学名：Burhinus superciliaris），是鸻形目石鸻科的一种鸟类。

## 特征
秘鲁石鸻体重约480克，翼长约22.12厘米，喙宽度约8.2毫米，喙厚度约8.8毫米，嘴峰长约40.6毫米，跗蹠长约94.7毫米，尾长约10.76厘米。
秘鲁石鸻是留鸟，栖息在草地，它们是食肉动物，主要以昆虫、蜘蛛等陆生无脊椎动物为食。它们分布在厄瓜多尔西南部至秘鲁南部的沿海地区。